# ペドロ・エンヒキ・ペレイラ・ダ・シウヴァ
ペドロ・エンヒキ（Pedro Henrique）ことペドロ・エンヒキ・ペレイラ・ダ・シウヴァ（ポルトガル語: Pedro Henrique Pereira da Silva、1992年12月18日 - ）は、ブラジルとポルトガルのサッカー選手。ポジションはDF。

## クラブ歴
ゴイアスECの下部組織出身で2010年に選手となった。その後トリンダージAC、AAアパレシデンセに期限付き移籍した。2014年にはゴイアスでレギュラーとして活躍した。
2015年にヴィトーリア・ギマランイスに完全移籍しレギュラーとして長く活躍した。2020年にアル・ワフダ・メッカに期限付き移籍すると、翌年にアトレチコ・ゴイアニエンセに期限付き移籍した。
2022年にシンガポールプレミアリーグのライオン・シティ・セーラーズFCに完全移籍した。